# Carlette Guidry
Carlette Guidry (Houston, Estados Unidos, 4 de septiembre de 1968) es una atleta estadounidense, especializada en la prueba de 4 x 100 m en la que llegó a ser campeona mundial en 1995.

## Carrera deportiva
En el Mundial de Gotemburgo 1995 ganó la medalla de oro en los relevos 4 x 100 metros, con un tiempo de 42.12 segundos, llegando a la meta por delante de Jamaica y Alemania, siendo sus compañeras de equipo: Celena Mondie-Milner, Chryste Gaines y Gwen Torrence.
También ha ganado en dos ocasiones el oro olímpico, también en la prueba de 4 x 100 metros, por delante del Equipo Unificado y Nigeria en Barcelona 1992, y en Atlanta 1996, por delante de Bahamas y Jamaica.